# يوهان جيرهارد
يوهان جيرهارد (بالألمانية: Johann Gerhard)‏ هو عالم عقيدة ألماني، ولد في 17 أكتوبر 1582 في كفيدلينبورغ في ألمانيا، وتوفي في 10 أغسطس 1637 في ينا في ألمانيا.

## وصلات خارجية
- يوهان جيرهارد على موقع الموسوعة البريطانية (الإنجليزية)